# 可愛いポーリン
「可愛いポーリン」（かわいいポーリン）は、杏里6枚目のシングル。1980年9月5日発売。発売元はフォーライフ・レコード。

## 解説
「可愛いポーリン」は、美容週間イメージソングとして起用された。オリジナル・アルバムには収録されておらず、長年CD化されなかったが、2011年にリマスターされ再リリースされた、3rdアルバム『哀しみの孔雀』にボーナス・トラックとして初めて収録された。B面の『マウイ ムーン』のみ、ベスト・アルバム『思いきりアメリカン 〜I Love Poping World,Anri〜』に収録されていた。

## 収録曲
作詞：湯川れい子　作曲：鈴木慶一　編曲：岡田徹
1. 可愛いポーリン
  - 美容週間イメージソング
2. マウイ ムーン

## 関連作品
- 杏里 ザ・ベスト
- 思いきりアメリカン 〜I Love Poping World,Anri〜